# Seconda Repubblica (Filippine)
La Seconda Repubblica è la porzione della storia delle Filippine compresa tra il 1942 e il 1945, durante l'occupazione da parte dell'Impero giapponese.
L'entità statuale installatasi, ufficialmente designata "Repubblica delle Filippine" (in giapponese: フィリピン共和国?, Firipin Kyōwakoku, in filippino: Repúbliká ng Pilipinas) e nota anche come "Repubblica Filippina pro-Giapponese", si caratterizzava come uno Stato fantoccio appannaggio del Giappone.

## Storia
A seguito dell'invasione giapponese nel paese, le truppe statunitensi ricevettero l'ordine di abbandonare Manila e tutte le basi militari presenti furono rimosse il 24 dicembre 1941. Per evitare ulteriori morti e distruzione, il Presidente Manuel Quezón ed il generale Douglas MacArthur dichiararono Manila come città aperta, ma l'impero nipponico continuò a bombardare il territorio. 
I giapponesi assediarono la città il 2 gennaio 1942 e la dichiararono capitale, mentre le ultime truppe americane si arresero il 6 maggio dopo la battaglia di Corregidor.
Nel gennaio 1942 il generale Masaharu Honma annunciò la dissoluzione del Commonwealth delle Filippine e lo stabilimento della Commissione Esecutiva Filippina, un governo provvisorio con a capo il sindaco di Manila Jorge B. Vargas. In seguito alla Proclamazione n. 109 da parte della Commissione Esecutiva, fu creato il partito politico del KALIBAPI, fedele all'impero giapponese e con a capo Benigno Aquino Sr., un suo noto collaboratore. Il partito Ganap, anch'esso pro-giapponese, fu inglobato dal KALIBAPI. Come conseguenza fu emessa una legge l'8 dicembre 1942, che vietava tutti gli altri partiti politici. 
La Repubblica fu proclamata dopo la ratifica di una nuova Costituzione preparata dalla Commissione esecutiva delle Filippine, il governo provvisorio istituito nel 1942 su richiesta degli occupanti e presieduto da Jorge B. Vargas.
La Seconda Repubblica Filippina fu ufficialmente inaugurata il 14 ottobre 1943, con l'elezione a presidente di José Paciano Laurel e Benigno Aquino come speaker dell'Assemblea. Tra le figure che prestarono fedeltà al nuovo Stato vi furono anche Emilio Aguinaldo ed Artemio Ricarte.
Il 21 settembre 1944 Laurel pose lo Stato sotto il regime di legge marziale. Due giorni dopo, la Repubblica dichiarò guerra contro gli Stati Uniti e il Regno Unito. Con lo sbarco delle forze alleate nella campagna delle Filippine, nel 1945 il governo di Laurel spostò la capitale da Manila a Baguio. In seguito alla caduta di Baguio nel mese di aprile, Laurel ed i collaboratori Camilo Osías, Benigno Aquino Sr., Tomas Capinpin e Jorge B. Vargas si rifugiarono a Tokyo. Con l'impero giapponese oramai prossimo alla definitiva sconfitta, il 17 agosto 1945 Laurel dichiarò ufficialmente lo scioglimento dello stato-fantoccio.